# Ochoterenaea
Ochoterenaea is een geslacht uit de pruikenboomfamilie (Anacardiaceae). Het geslacht telt een soort die voorkomt van westelijk Zuid-Amerika tot in Venezuela.

## Soorten
- Ochoterenaea colombiana F.A.Barkley

... · 
Anacardium · 
Bouea · 
Buchanania · 
Cotinus · 
Mangifera · 
Pistacia (Pistache) · 
Protorhus · 
Rhus · 
Schinus · 
Sclerocarya · 
Sorindeia · 
Spondias · 
Toxicodendron · 
...